# Leslie Knighton
Albert Leslie Knighton (ur. 15 marca 1884 w Church Gresley, zm. 10 maja 1959 w Bournemouth) – angielski menadżer piłkarski.

## Kariera
Jego kariera piłkarska została przerwana przez kontuzje i po jej zakończeniu zajął się pracą trenerską i zarządzaniem. Pierwsze doświadczenie zdobywał jako asystent w Manchesterze City (1909-12) i Huddersfield Town (1912-19) i w 1912 przez krótki czas był tymczasowym menadżerem tego ostatniego zespołu. W 1919 Knighton został mianowany sekretarzem-menadżerem Arsenalu, zaś wkrótce klub został przesunięty do First Division.
Prowadził klub przez sześć lat, lecz przez ten czas Arsenal nigdy nie zakończył sezonu wyżej niż w środku tabeli i najlepszym miejscem za jego kadencji była dziewiąta lokata w sezonie 1920/1921. Równie słabo Arsenalowi szło w FA Cup - tylko w jednym sezonie, 1921/1922, Arsenal zaszedł dalej niż 2. runda rozgrywek i odpadł w ćwierćfinale po porażce z Preston North End.
W czasie swojej pracy w Arsenalu, Knighton miał liczne utarczki z prezesem klubu Sir Henrym Norris. Norris ograniczył kwoty transferowe graczy do 1.000 £ i odmówił podpisywania kontraktów z graczami mierzącymi poniżej 173 cm. Gdy w 1923 Knighton podpisał kontrakt z mierzącym 152 cm  Hugh "Midgetem" Moffattem z Workington, Norris wpadł w furię. Unieważnił decyzję menadżera i sprzedał zawodnika Luton Town zanim ten zdążył wystąpić choćby w jednym meczu ligowym. Aby ominąć zasady Norrisa, Knighton użył podstępu przy załatwianiu niezwykłych transferów dwóch amatorskich graczy: Rega Borehama i Jimmy'ego Patersona. Ten ostatni był szwagrem lekarza klubowego i później rozegrał prawie 80 spotkań w barwach klubu.
Pomimo niechęci Norrisa, Knighton, dzięki nieformalnemu skautingowi swoich przyjaciół i byłych kolegów na północy, podpisał kontrakty z kilkoma wartościowymi graczami. Należeli do nich Bob John, Jimmy Brain i Alf Baker, którzy mieli swój udział we wszystkich zdobytych przez klub trofeach w latach 30. Jednakże pod wodzą Knightona Arsenal nie zdobył żadnego trofeum i z sezonu na sezon grał coraz gorzej. W sezonie 1923/1924 klub zajął dziewiętnaste miejsce, natomiast w sezonie 1924/1925 dwudzieste.
W ostatnim sezonie w Arsenal, Knighton brał udział w jednym z pierwszych przypadków dopingu. W styczniu 1925 przed spotkaniem 1. rundy FA Cup z West Ham United, Knighton podał graczom, jak później określił "małe srebrne pigułki", przekazane mu przez Harley Street, lekarz, który był fanem klubu. Chociaż tabletki były skuteczne w zwiększaniu energii, to miały też efekty uboczne i powodowały u graczy ogromny głód. Arsenal ostatecznie zremisował 0-0, zaś piłkarze odmówili ponownego przyjęcia pigułek. Arsenal powtarzał to spotkanie dwa razy, w pierwszym padł ponownie wynik remisowy, tym razem 2-2, natomiast w drugim przegrał 1-0. Działalność Knightona, w tamtych czasach całkowicie zgodna z przepisami, nie została podana do opinii publicznej i wyszła na jaw dopiero po ukazaniu się jego autobiografii.
Norris zdymisjonował Knightona latem 1925 i zatrudnił na jego miejsce Herberta Chapmana. Knighton twierdził później, że Norris nie wypłacił mu należnej premii (szacowanej maksymalnie na 4.000 £). Norris zaprzeczył temu, natomiast Arsenal zaliczył bardzo słaby sezon (dopiero dwudzieste miejsce w lidze i odpadnięcie w 1. rundzie FA Cup). Później Norris przyznał, że załuje tej dymisji i że był to jeden z największych błędów w jego karierze, zaś po jakimś czasie j z własnej woli zapłacił Knightonowi 100 £.
Po opuszczeniu Kanonierów, Knighton pracował w Bournemouth (1925-28), Birmingham (1928-33), gdzie w 1931 doszedł do finału FA Cup, Chelsea (1933-39), gdzie zastąpił pracującego przez 26. lat Davida Calderheada, i Shrewsbury Town (1945-48), zanim zespół ten trafił do the Football League. W 1948 z powodu problemów z ciśnieniem Knighton wyjechał do Bournemouth i zajął się mniej stresującą pracą. Został sekretarzem klubu golfowego i znalazł również czas na napisanie autobiografii Behind the Scenes in Big Football (1948). Zmarł w 1959 w wieku 75 lat.